# San Luis Potosí (staat)
San Luis Potosí is een staat van Mexico. Het heeft een oppervlakte van 62.848 km² en heeft 2.822.255 inwoners (2020). San Luis Potosí grenst aan Jalisco, Guanajuato, Querétaro de Arteaga, Hidalgo, Veracruz, Tamaulipas, Nuevo León, Coahuila en Zacatecas. De hoofdstad heet eveneens San Luis Potosí.
In de precolumbiaanse periode woonden hier Chicimeken en Huaxteken. In 1592 werd in de staat zilver gevonden. De staat is daarom genoemd naar de zeer rijke zilvermijn van Potosí in Bolivia.
Naast de hoofdstad is de spookstad Real de Catorce een toeristische trekpleister.

## Plaatsen in de staat San Luis Potosí
- Ciudad Valles
- Matehuala
- Real de Catorce
- Rioverde
- San Luis Potosí
- Soledad de Graciano Sánchez
- Tamazunchale
- Tamuín
- Xilitla

## Gemeenten
San Luis Potosí bestaat uit 59 gemeenten, zie lijst van gemeenten van San Luis Potosí.